# Église Saint-Martin de Limeil-Brévannes
L'église Saint-Martin est une église paroissiale située dans la commune de Limeil-Brévannes, sous le patronage de saint Martin.

## Historique
L'abbé Lebeuf précise que cet édifice se trouve dans les pouillés du XIIIe siècle au rang de paroisse, et estime sa construction dater du XIIe siècle.
Au XIXe siècle, sa tour subit une importante restauration. En 1965, de nouveaux travaux restaurent la tour-clocher sous sa forme originelle.
En 2011 à 2018, de nouveaux travaux de rénovation sont commencés par l'association le Vieux Limeil, puis continués par la municipalité, et consistent en une remise en état générale.